# 조권탁
조권탁(1977년 ~ )는 대한민국의 배우이다. 1997년 신원에벤에셀 모델대회 대상에 데뷔했고, 1998년에 SBS 8기 공채 탤런트로 선발되었다.

## 학력
- 서울예술대학교 영화과 졸업

## 출연작

### 드라마 & 시트콤
- 《그 여자 사람잡네》 (SBS, 2002년)
- 《엄마를 찾습니다》 (SBS, 2001년)
- 《이 부부가 사는 법》 (SBS, 2001년)
- 《아버지와 아들》 (SBS, 2001년)
- 《여자만세》 (SBS, 2000년)
- 《사랑과 이별》 (SBS, 2000년)
- 《덕이》 (SBS, 2000년)
- 《사랑의 전설》 (SBS, 2000년)
- 《팝콘》 (SBS, 2000년)
- 《불꽃》 (SBS, 2000년)
- 《황제의 식탁》 (SBS, 1999년)
- 《당신은 누구시길래》 (SBS, 1999년)
- 《달콤한 신부》 (SBS, 1999년)
- 《맛을 보여드립니다》 (SBS, 1999년)
- 《고스트》 (SBS, 1999년)
- 《파도》 (SBS, 1999년)
- 《해피투게더》 (SBS, 1999년)
- 《토마토》 (SBS, 1999년)
- 《약속》 (SBS, 1999년)
- 《청춘의 덫》 (SBS, 1999년)
- 《행진》 (SBS, 1999년)
- 《그녀의 선택》 (SBS, 1999년)
- 《젊은 태양》 (SBS, 1999년)
- 《카이스트》 (SBS, 1999년)
- 《지금은 사랑할 때》 (SBS, 1999년)
- 《미우나 고우나》 (SBS, 1998년)
- 《나 어때》 (SBS, 1998년)
- 《흐린 날에 쓴 편지》 (SBS, 1998년)
- 《승부사》 (SBS, 1998년)
- 《로맨스》 (SBS, 1998년)
- 《7인의 신부》 (SBS, 1998년)
- 《미스터Q》 (SBS, 1998년)
- 《순풍산부인과》 (SBS, 1998년)
- 《사랑해 사랑해》 (SBS, 1998년)
- 《서울 탱고》 (SBS, 1998년)
- 《엄마의 딸》 (SBS, 1998년)

## 수상
- 1997년 신원에벤에셀 모델대회 대상